# Bourgogne arlésienne
Pour les articles homonymes, voir Bourgogne.
Ne doit pas être confondu avec Royaume de Provence.
814–855
Entités précédentes :
- Premier royaume de Bourgogne

Entités suivantes :
- Royaume de Basse Bourgogne
 -  Comté de Provence

La Bourgogne arlésienne ou appelée aussi plus rarement Bourgogne provençale ou Provence bourguignonne est l'une des quatre divisions territoriales du premier royaume de Bourgogne, crées vers 814, caractéristiques de l'administration carolingienne. Ce territoire peut parfois être simplement appelé Provence dans certains ouvrage. Son existence est la plus brève des 4 entités. Elle survit à la mort du royaume de Bourgogne comme entité administrative dans la Francie médiane. La création du comté de Provence en 855 met fin de fait, à cette entité administrative. Sa capitale était située à Arles.

## Géographie

### Limites géographiques
La Bourgogne arlésienne incluait:
- Le Vivarais
- Le Provence
- La majeure partie de l'actuelle Drôme
- Les actuelles Hautes-Alpes
- La partie nord-est du Gard avec Uzès
- Le sud de l'Isère:
  - Matheysine
  - Trièves
  - Oisans

### Les cités majeures
Les principales villes étaient: Marseille, Arles, Uzès, Aix en Provence, Toulon, Nice, Embrun, Avignon, Valence et Orange

## Aux Origines: le royaume des Burgondes
Le royaume des Burgondes (Regnum Burgundionum), doit son nom au peuple burgonde, venu s’installer en 443 sur les bords du lac Léman en Sapaudie. Gondebaud (mort en 516) et son fils Sigismond (roi en 516-523) sont les souverains les plus marquants de ce royaume. À son apogée, ce royaume occupa un espace considérable : il trouvait ses limites, au nord à Langres, au midi Marseille voire même Perpignan en 508. À l’ouest il s'étendait jusqu’à Gien, et au nord-est jusque sur les bords du lac de Constance. Son existence fut éphémère : de 444 à 534. Les visées franques de Clovis Ier, en 500 ou 501, furent poursuivies par ses fils, Clodomir, roi d'Orléans, lors de plusieurs campagnes militaires qui se sont déroulées entre 532 et 534, Childebert, roi de Paris, et Clotaire, roi de Soissons, qui finissent par mettre un terme au Royaume burgonde.
La futur Bourgogne franque est conquise par les Burgondes vers 476. Mais sous les Burgondes, il n'y a pas encore la partie champenoise ni le Sénonais qui seront adjointe plus tard sous le premier royaume de Bourgogne. En 501 L'Auxerois est conquis par les Francs et détaché du reste de la futur Bourgogne. Elle n'y retournera qu'en 534.

## Le royaume de Bourgogne
Les Mérovingiens intègrent le Royaume burgonde aux différents royaumes mérovingiens mais lui conservent son individualité. Ses frontières sont néanmoins élargies. Lui sont adjoint:les futurs provinces de l'Orléanais, du Berry, le Senonais, la moitié ouest du Bourbonnais, l'actuel département de l'Aube avec Troyes, le sud et l'est de l'actuelle Ile de France. La Provence est également ajoutée mais sans le secteur d'Aix en Provence, dévolue à Sigebert,.
La Burgondie apparaît toujours comme une entité géopolitique, au même titre que la Neustrie et l'Austrasie, les Mérovingiens y installent un roi dont les plus connus furent Gontran, et Dagobert. Si la capitale du royaume demeure à Orléans jusqu'au début du VIIIe siècle, c’est à Chalon-sur-Saône, mieux situé, que Gontran et les souverains suivants résideront le plus souvent

La Bourgogne arlésienne (en vert) dans le royaume de Bourgogne

Le royaume de Bourgogne cesse d'apparaître en tant qu’entité géopolitique avec les Carolingiens et va se rétrécir. Elle perd quasiment toutes les adjonctions des mérovingiens, plus la Suisse alémanique. Des ajouts du VIe siècle, seuls les secteurs de Troyes et de Sens restent encore bourguignons.
Le vaste territoire de l’ancien regnum Burgundiæ est réparti par Charles Martel en quatre commandements, ayant chacun son gouverneur :
- une Bourgogne provençale ou arlésienne, (Provence, Vivarais, Drôme et Hautes alpes)
- une Bourgogne cisjurane ou viennoise, (Du Forez au Grésivaudan)
- une Bourgogne alémanique ou transjurane  (De la Haute Savoie au comté de Bourgogne)
- une Bourgogne franque[10]. (De Moulins à Troyes, futur duché de Bourgogne)

Les partages successifs du royaume entre les héritiers détruisent l'unité de la monarchie que Charlemagne et ses aïeux avaient construite. Le traité de Verdun met fin à l'unité de l'empire de Charlemagne et achève l'existence ce premier royaume de Bourgogne. La mutilation que le traité fait subir à la Bourgogne donne naissance, à l’ouest de la Saône, à la Bourgogne franque  qui va aboutir au duché de Bourgogne, et à l’est et au sud de cette rivière, à une Bourgogne impériale, lot de l’empereur Lothaire dont le territoire formera le royaume d'Arles.

## Le système carolingien
En l’an 800, Charlemagne instaure un ordre nouveau où dignitaires laïcs et évêques doivent être soumis au pouvoir central. Le fonctionnaire impérial ou comte palatin est doté d’amples pouvoirs administratifs sur un pagus, terme  qui désigne une subdivision d'anciens territoires héritée de l'occupation romaine.
Si l'Église maintient l'unicité de ses diocèses, les anciennes civitas se retrouvent alors partagées entre plusieurs comtes régnant parfois sur plusieurs pagi qui peuvent eux-mêmes être redivisés en plus petites entités : centaine, vicairie et ban. Le pays de Bourgogne se retrouve aussi divisé en pagi gouvernés par des comtes ou évêques.